# Anacamptorrhina ignipes
Anacamptorrhina ignipes är en skalbaggsart som beskrevs av Blanchard 1842. Anacamptorrhina ignipes ingår i släktet Anacamptorrhina och familjen Cetoniidae. Utöver nominatformen finns också underarten A. i. rubripennis.